# Asiophrida hirsuta
Asiophrida hirsuta là một loài bọ cánh cứng trong họ Chrysomelidae. Loài này được Stebbing miêu tả khoa học năm 1914.